# Alena Šeredová
Alena Šeredová (Praga, 21 marzo 1978) è una showgirl, modella, attrice e dirigente sportiva ceca naturalizzata italiana.

## Biografia
È nata e ha trascorso quasi tutta l'infanzia nel quartiere praghese di Vinohrady con i genitori e la sorella minore Eliška.
Tra il 2001 e il 2005 è stata legata all'attore e modello Edoardo Costa. Dal 2005 al 2014 è stata legata al calciatore Gianluigi Buffon, sposato nel 2011, e dal quale aveva già avuto due figli, nati rispettivamente nel 2007 e nel 2009. Dal 2015 è legata all'imprenditore Alessandro Nasi; la coppia, poi sposatasi nel 2023, ha una figlia, nata nel 2020.
È testimonial solidale per SOS Villaggi dei bambini.

### Carriera
Nel mondo della moda è entrata molto presto. Già a quindici anni ha posato per il decano dei fotografi cechi di moda, Jadran Šetlík. L'anno successivo è volata in Grecia per lavoro. A diciassette anni Alena arriva per la prima volta a Milano, capitale italiana della moda. Nel 1998 si è classificata seconda al concorso di bellezza nazionale Miss Repubblica Ceca, e ha ottenuto il diritto di rappresentare ufficialmente la Repubblica Ceca a Miss Mondo 1998, dove si è classificata al quarto posto.
In Italia è stata lanciata da Giorgio Panariello nella trasmissione televisiva Torno Sabato. Grande successo e grande popolarità sono arrivati anche grazie al calendario sexy realizzato nel 2005 per Max. Nel 2003 ha lavorato come attrice nel film di Vincenzo Salemme Ho visto le stelle!. Nel 2004, partecipa al cinepanettone di Neri Parenti, Christmas in Love. Nel 2005 ha partecipato e collaborato con la Domenica Sportiva condotta da Marco Mazzocchi, Giorgio Tosatti e Paola Ferrari. Nel 2008 lavora come attrice nel film Un'estate al mare e nel 2009 in Un'estate ai Caraibi, diretti da Carlo Vanzina.
Nell'agosto del 2012 diventa presidente onorario della Carrarese, club calcistico di proprietà dell'allora marito Gianluigi Buffon, venendo poi meno la carica a seguito della separazione dal coniuge.

## Filmografia

### Cinema
- Ho visto le stelle!, regia di Vincenzo Salemme (2003)
- Christmas in Love, regia di Neri Parenti (2004)
- Un'estate al mare, regia di Carlo Vanzina (2008)
- Un'estate ai Caraibi, regia di Carlo Vanzina (2009)
- La valigia sul letto, regia di Eduardo Tartaglia (2010)
- Una donna per la vita, regia di Maurizio Casagrande (2012)
- Dobbiamo stare vicini, regia di Gianluca Mattei e Mario Sanzullo (2024)

### Televisione
- Camera Café – serie TV, episodio 3x42 (2005)
- Buona la prima – serie TV, 1 episodio (2007)
- I Cesaroni – serie TV, episodio 2x10 (2008)
- VIP, regia di Carlo Vanzina – film TV (2008)
- Così fan tutte – serie TV, episodio 1x06 (2010)

## Teatro
- Guglielmo, Tell e la mela, regia di Andrea Buscemi (2002-2003)
- La signora in rosso, regia di Ivan Stefanutti e Alessandro Spadorcia (2004-2005)

## Programmi TV
- Torno Sabato (2001)
- Bubusette (2003)
- Le Iene (2004)
- Ma chi sei Mandrake? (2005)
- La domenica sportiva (2005-2006)
- Talentmania (2010)
- Miss Italia 2014 (2014)
- Verissimo (2015-2016)

## Pubblicità
- Yamamay
- PerDormire - Cultura del Benessere
- Golden point
- Miss Ribellina
- Rubacuori
- Triumph
- Cotonella
- 3
- Giorno e Notte - Materassi Made in Italy
- Officine Italiane Wrist Watch
- Notino

## Agenzie
- Time Models
- Modelwerk
- Riccardo Gay Model Management
- Czechoslovak Models
- NEXT Model Management
- Stella Models
- Fashion Model Management